# 墙煌科技
安徽墙煌科技股份有限公司（新三板：874587，简称：墙煌科技），为精工控股集团下属企业，是“国家高新技术企业”和国家级“专精特新”小巨人企业。公司主要从事涂覆层金属产品及其延伸产品的研发、制造与销售，主要产品为彩色涂层金属板、铝单板、铝塑复合板和保温装饰一体板等。
公司成立于2008年，2024年9月18日在新三板挂牌上市。
2023年，公司实现营业收入16.50亿元，实现净利润6574.66万元。